# Sarona laka
Sarona laka är en insektsart som beskrevs av Asquith 1994. Sarona laka ingår i släktet Sarona och familjen ängsskinnbaggar. Inga underarter finns listade i Catalogue of Life.